# Avraham Ahituv
Avraham Ahituv (en hebreo: אברהם אחיטוב‎; de nacimiento Gottfried; 10 de diciembre de 1930-15 de julio de 2009) fue un funcionario israelí que se desempeñó como director del Shin Bet, la agencia de seguridad de Israel, de 1974 a 1980.

## Biografía
Ahituv nació como Abraham Gottfried en Alemania en 1930 y emigró al Mandato de Palestina con su familia en 1935. En 1946 se unió a la Haganá mientras estudiaba en el seminario Kfar Ha-Ro'eh, donde completó la escuela secundaria. En 1949 se unió al Servicio de Inteligencia Interna (SHAI), que fue fundado durante la Guerra de independencia de Israel y más tarde se convirtió en el Shin Bet, la agencia de seguridad de Israel. Durante el período del conflicto adoptó el apellido Ahituv.
Durante la década de 1950, Ahituv sirvió en la división árabe del Shin Bet. Ahituv jugó un papel decisivo en la adopción de una política de "moderación práctica" en relación con la demografía árabe israelí. Esta política fue para permitir la plena integración de la población árabe israelí en la sociedad israelí mayoritaria.